# بطباط حرموني
بطباط حرموني (الاسم العلمي: Polygonum hermonis) هي نوع من النباتات يتبع جنس البطباط من فصيلة البطباطية.